# Laurence Armstrong
Laurence Armstrong, född 2 september 1891, död 21 december 1968, var en friidrottare från Kanada. Han deltog vid olympiska sommarspelen 1924.